# Grand Canyon
Pour les articles homonymes, voir Grand Canyon (homonymie).
Le Grand Canyon ou Grand Cañon, en anglais Grand Canyon, en hopi Ongtupqa, en yavapai Wi:kaʼi:la, est un canyon des États-Unis situé dans le Nord-Ouest de l'Arizona. La gorge a été creusée par le fleuve Colorado dans le plateau du même nom et l'empilement de couches géologiques de Grand Staircase. Fondé en 1919, le parc national du Grand Canyon couvre un territoire protégé de 4 927 km2. Il est fréquenté chaque année par plus de quatre millions et demi de visiteurs. La diversité et la singularité naturelle et paysagère du site l'ont fait reconnaître patrimoine mondial de l’Humanité par l’UNESCO en 1979.

## Géographie

### Situation et dimensions

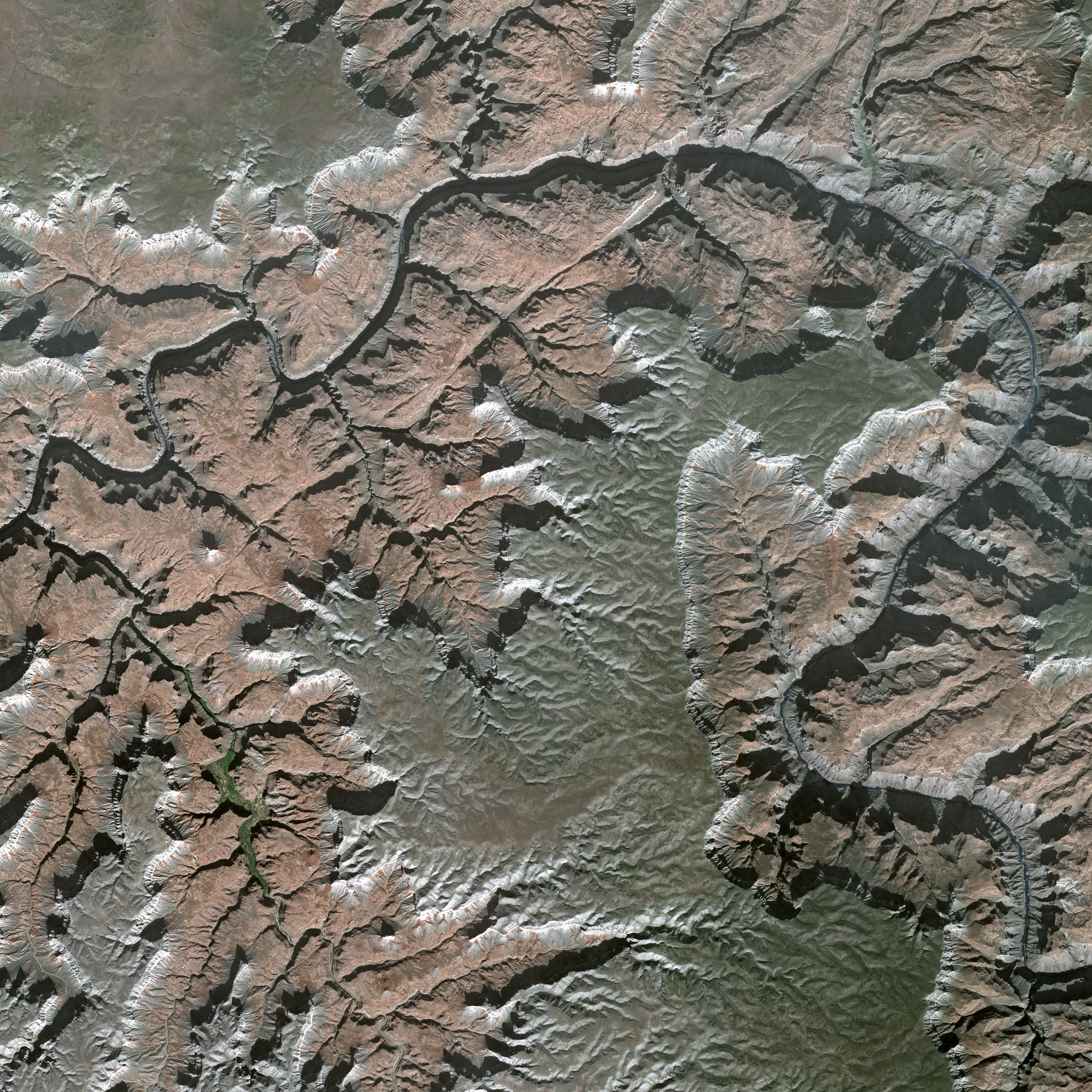
Le Grand Canyon vu par le satellite Spot

Le Grand Canyon est situé dans le sud-ouest des États-Unis, dans le nord de l'État de l'Arizona.
Les dimensions du Grand Canyon sont gigantesques, d'où son nom (en anglais, grand ne signifie pas grand, mais à la fois immense, imposant, grandiose et superbe). Il s'étend sur environ 450 km de long entre le lac Powell et le lac Mead, dont 350 km sont situés dans le parc national. Sa profondeur moyenne est de 1 300 mètres, avec un maximum de plus de 1 600 mètres. Sa largeur varie de 5,5 km à 30 km,.
Le Grand Canyon n'est ni le plus profond, ni le plus imposant des canyons terrestres : le canyon de Colca (3 400 m de profondeur) et le canyon de Cotahuasi (3 550 mètres de profondeur) au Pérou, le
canyon du Yarlung Tsangpo en Chine, le Barranca del Cobre au nord du Mexique et le Hells Canyon dans l'Idaho sont des gorges plus profondes. Le site est cependant remarquable pour les points de vue offerts aux visiteurs et pour les couches géologiques qui apparaissent sur les versants du canyon, bien connus des géologues. Les strates racontent l'histoire du continent nord-américain. D'autre part, l'endroit est le résultat spectaculaire du travail de l'érosion, notamment celle du fleuve Colorado qui coule en contrebas.

### Climat
Le climat est marqué par l'aridité et l'altitude. Les précipitations annuelles sur South Rim sont de 380 mm. Les températures varient entre le nord (plus froid car plus élevé) et le sud du parc. Elles sont différentes selon que l'on se trouve sur le plateau ou au fond du canyon : l'été est particulièrement chaud et sec à cette altitude. La route du versant nord est fermée entre novembre et mai à cause des chutes de neige. 
Des vents catabatiques soufflent à l'intérieur des gorges à certains moments de la journée. La nuit, la baisse des températures génère un brouillard froid.
| Mois                                        | Jan | Fev | Mar | Avr | Mai | Jui | Jui | Aou | Sep | Oct | Nov | Dec |
| ------------------------------------------- | --- | --- | --- | --- | --- | --- | --- | --- | --- | --- | --- | --- |
| Temp maximales moyennes °C                  | 5   | 7   | 10  | 15  | 21  | 27  | 29  | 28  | 24  | 18  | 11  | 6   |
| Températures minimales moyennes °C          | -8  | -6  | -4  | 0   | 4   | 8   | 12  | 12  | 8   | 2   | -3  | -7  |
| Précipitations moyennes (mm)                | 33  | 39  | 35  | 23  | 16  | 10  | 46  | 57  | 29  | 28  | 23  | 41  |
| Source: Relevés du parc national, South Rim |     |     |     |     |     |     |     |     |     |     |     |     |

### Hydrographie
Le Grand Canyon a été sculpté par la force du fleuve Colorado, qui prend sa source dans les Montagnes Rocheuses et se jette dans le Golfe de Californie après avoir parcouru 2 333 km,. En contrebas de Yavapai Point, le lit du fleuve se trouve à 750 mètres au-dessus du niveau de la mer.
Le débit moyen du fleuve est de 650 m3/s ; Cependant, lors des périodes de crue, il peut augmenter de manière significative : avant la construction des barrages, le débit pouvait atteindre 2 300 m3/s . Une centaine de rapides se trouvent au fond du canyon. Plusieurs affluents se jettent dans le Colorado : Kanab Creek, Havasu Creek avec les chutes d'Havasu, Little Colorado et Paria River. Beaucoup de cours d'eau sont temporaires et dépendent des précipitations et de la saison.

## Géologie

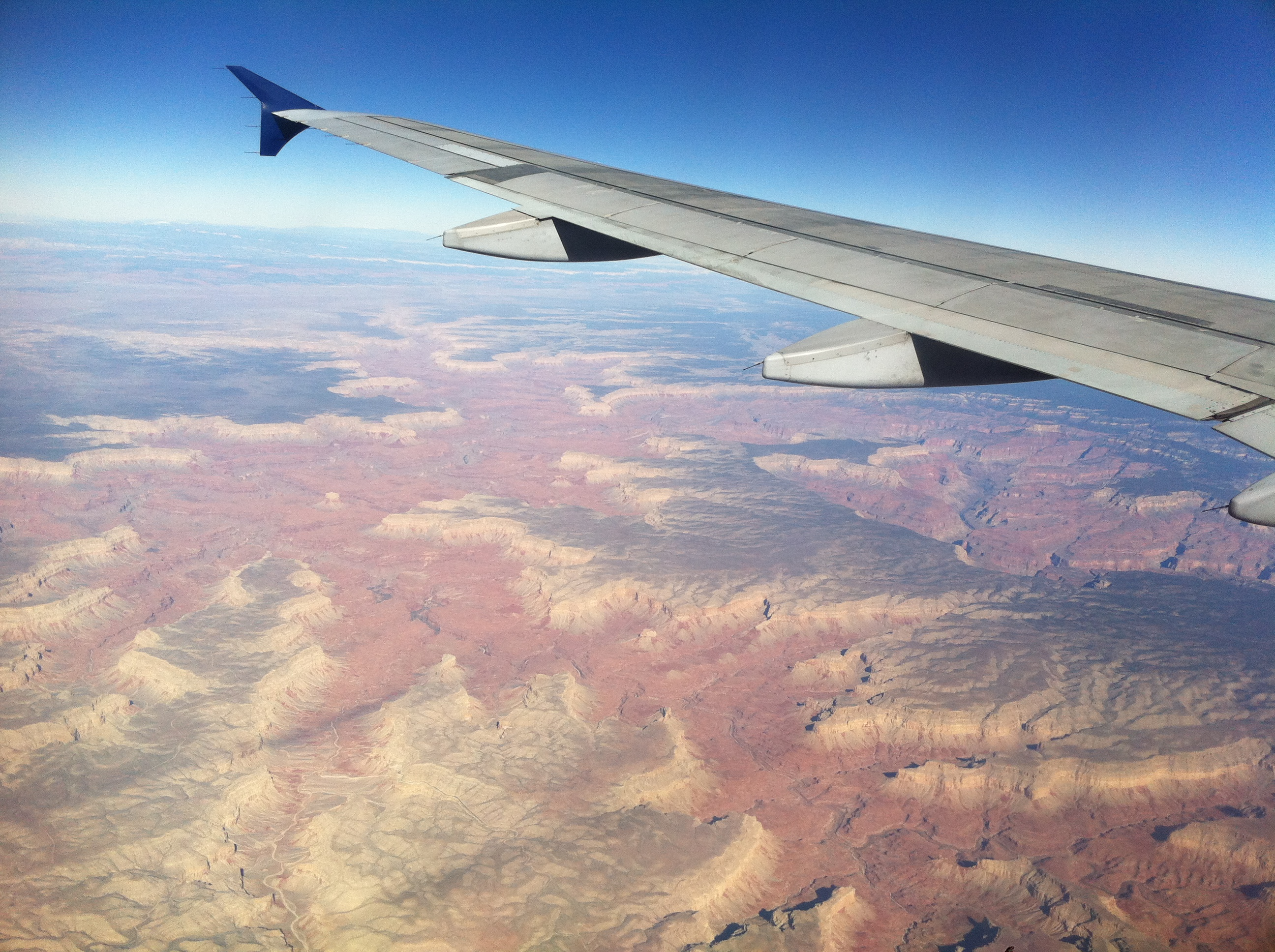
Grand Canyon vu du ciel.

Le Grand Canyon présente des roches dont certaines sont âgées d'1,7 milliard d'années au fond des gorges. On estime à environ un millier le nombre de grottes et de cavernes dans le Grand Canyon ; seules 335 ont été reconnues. La plupart d'entre elles se trouvent dans les formations géologiques de Redwall et de Muav. Certaines sont très fréquentées par les touristes, comme celle des Domes à Horseshoe Mesa, qui sont attirés par les spéléothèmes (stalactites, stalagmites, etc.).

### Histoire géologique
Il est possible de remonter jusqu'à environ 1,7 milliard d'années pour décrire l'histoire du Grand Canyon. À la fin du Précambrien (ère protérozoïque), les roches sédimentaires qui s'étaient lentement formées ici ont été métamorphisées sous l'action des fortes pressions et des températures élevées du magma. Il y a environ 1,2 milliard d'années, à la fin du protérozoïque, 4 000 mètres de sédiments et de lave s'accumulèrent dans une mer peu profonde. Vers 725 millions d'années, ces roches furent soulevées et déformées pour devenir une chaîne de montagne. Un long processus d'érosion succéda à cette période. Puis la région fut à nouveau envahie par la mer à plusieurs reprises entre 550 et 250 millions d'années, donnant lieu à la formation de nouvelles strates de grès, de calcaire et de shale (groupes de Tonto et de Supai).
Entre 80 et 35 millions d'années, l'orogenèse laramienne entraine la formation des Montagnes Rocheuses, situées plus à l'ouest et des déformations dans la région de l'actuel Grand Canyon. Une intense activité volcanique commença il y a 6 millions d'années, provoquant d'importantes coulées de lave.
Une première hypothèse était que le Grand Canyon lui-même s'est formé à partir de la fin du cénozoïque grâce à l'action érosive du Colorado, renforcée par l'ouverture du golfe de Californie en aval. De nouvelles éruptions ont produit des coulées de lave qui ont formé plusieurs bouchons dans la gorge et formé des lacs d'une profondeur allant jusqu'à 600 mètres.
Selon des données minéralogiques plus récentes, il pourrait être plus vieux de 17 millions d'années, soit 11 millions d'années de plus que ce que l'on pensait (estimation début 2008 par le California Institute of Technology). Puis l'Université du Colorado a estimé qu'il existait il y a 55 millions d'années et qu'il aurait pu commencer à se creuser il y a 65 millions d'années, à la fin de l'ère des dinosaures.

### Formations géologiques actuelles

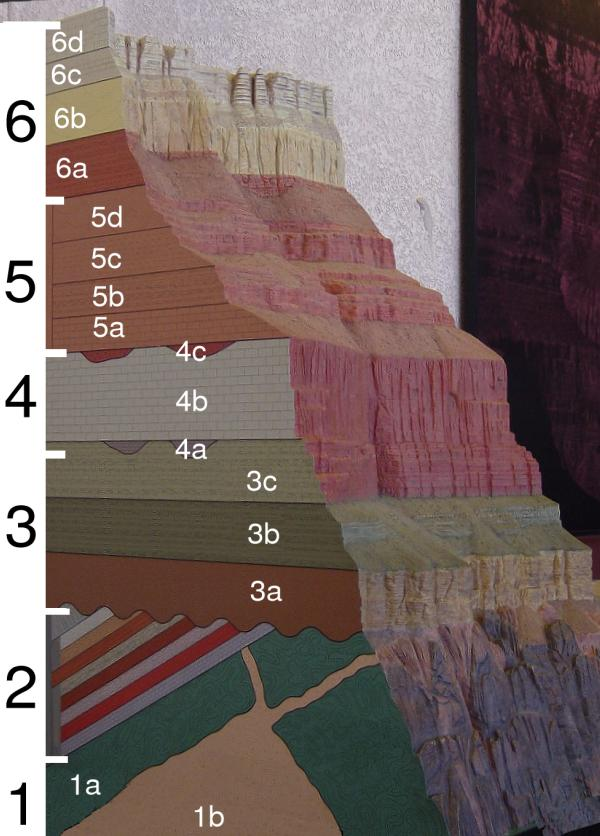
Document distribué aux visiteurs du Grand Canyon. Il montre les 40 couches de roches.

Près de 40 couches différentes de roches ont été identifiées sur les parois du Grand Canyon. Les principales formations du Grand Canyon sont :
6 – Hermit, Coconino, Toroweap et Kaibab
- 6d – Calcaire de Kaibab
- 6c – Formation Toroweap
- 6b – Grès de Coconino
- 6a – Shale (schiste) d'Hermit

5 – Groupe de Supai
- 5d – Formation d'Esplanade
- 5c – Formation de Wescogame
- 5b – Formation de Manakacha
- 5a – Formation de Watahomigi

4 – Temple Butte, Redwall et Surprise Canyon
- 4c – Formation de Surprise Canyon
- 4b – Calcaire de Redwall
- 4a – Calcaire de Temple Butte

3 – Groupe de Tonto
- 3c – Calcaire de Muav
- 3b – Shale (schiste) de Bright Angel
- 3a – Grès de Tapeats

2 – Supergroupe du Grand Canyon
1 – Groupe de Vishnu
- 1b – Granite de Zoroastre
- 1a – Schiste de Vishnu

Le plateau du Colorado repose sur un socle formé au cours du Précambrien, il y a entre 1,6 et 1,8  milliard d’années. Les roches de ce socle affleurent en divers endroits au fond du canyon : les schistes de Vishnu sont les plus anciennes et datent du protérozoïque. Ils représentent de très vieux dépôts (cendres, boues, sables) transformés en roches sédimentaires puis métamorphisées.
Les grès de Coconino et de Redwall sont assez résistants à l'érosion. Les schistes de Bright Angel et d'Hermit sont plus tendres.
Les roches qui composent le Grand Canyon sont érosives, c'est-à-dire qu'elles peuvent facilement s’effriter par l'action de l'eau, du vent ou de la fonte des glaces[réf. souhaitée].

### Séisme, volcanisme et failles
Quarante-cinq tremblements de terre ont affecté le Grand Canyon ou sa région au cours du XXe siècle : cinq ont atteint des magnitudes comprises entre 5 et 6 sur l'échelle de Richter.
Aujourd'hui, il n'existe plus de volcan actif dans la région du Grand Canyon. Les dernières laves datent d'environ dix mille ans. La dernière éruption du Sunset Crater, situé au sud du Grand Canyon a eu lieu vers 1100.
La présence de nombreuses failles témoignent de l'activité tectonique qui a affecté et affecte encore la région du Grand Canyon. La faille de Bright Angel Fault traverse le canyon entre Grand Canyon Village vers la rive nord.

## Milieu naturel
Le Grand Canyon présente une importante diversité d'écosystèmes. Leurs caractéristiques dépendent de nombreux facteurs telles la situation, l'exposition au soleil, la nature du sol, l'altitude, etc. La faune et la flore sont plus ou moins soumises à l'action humaine et à la pression touristique.

### Faune
355 espèces d'oiseaux, 89 de mammifères, 47 de reptiles, 9 d'amphibiens, 17 de poissons, ainsi que des milliers d'espèces d'invertébrés sont recensées dans le parc du Grand Canyon.
Le puma, le lynx, le coyote et la chèvre des montagnes Rocheuses sont des mammifères qui vivent sur les deux rives, mais ils sont difficiles à observer. 

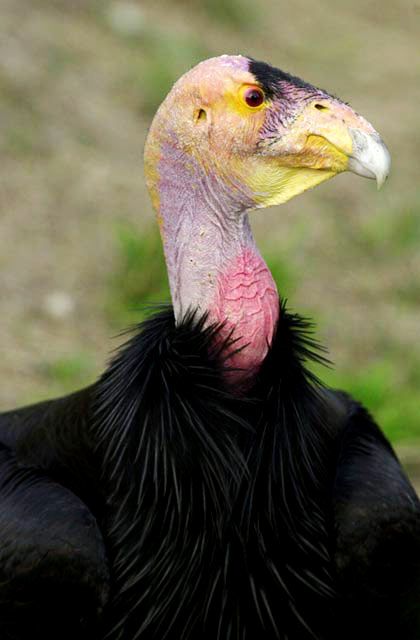
Condor de Californie

Plusieurs espèces sont menacées ou en danger : Oxyloma haydeni kanabensis est un escargot que l'on rencontre dans quelques prairies du parc. Le Gila cypha et le Xyrauchen texanus sont deux poissons qui vivent dans le Colorado et ses affluents. Le Pelecanus occidentalis californicus ou pélican brun de Californie ainsi que le Empidonax traillii sont également très rares.
Le condor de Californie, l'un des plus grands oiseaux de la planète, (rivalise avec le condor des Andes plus grand encore) a été réintroduit dans les années 1990. Présent depuis 40 000 ans dans le Grand Canyon, il a failli disparaître à cause de la chasse et du saturnisme. En 1987, il ne restait qu'une trentaine d'individus dans le monde, dont neuf seulement en liberté (Californie). Aujourd'hui, ils sont 305, dont une soixantaine en Arizona. Disparus de la région dans les années 1920, ils ont été classés sur la liste des espèces en danger en 1967 et trois couples ont été réintroduits en 1996. Ils sont tous numérotés et munis d'un radioémetteur.
Les Condors de Californie ne pondent qu'un seul œuf par an ou tous les deux ans. Ils n'atteignent leur maturité sexuelle qu'à l'âge de cinq ou six ans ; on trouve ce charognard surtout dans l'Est du parc où il profite des vents ascendants pour se déplacer.

#### Écosystèmes passés
Le Grand Canyon conserve de nombreux fossiles, dont les plus anciens remontent au Précambrien (traces d'algues et de spores). 
Les paléontologues ont retrouvé dans les grottes du Grand Canyon des poils, des ossements et des déjections d'animaux aujourd'hui disparus. Ces témoignages de la faune ayant vécu pendant la dernière glaciation sont bien préservés grâce à l'aridité de la région. Les spécialistes ont ainsi découvert des ossements de condor de Californie vieux de plusieurs milliers d'années et parfaitement conservés par dessiccation. Des excréments de mammouths ont permis aux scientifiques de reconstituer le milieu à l'époque du Wisconsinien. Avec l'augmentation des températures, la mégafaune du Pléistocène a fini par disparaître de la région : mastodonte, paresseux géant, chameau, cheval, tigre à dents de sabre.

#### Intérieur des gorges et rives du Colorado

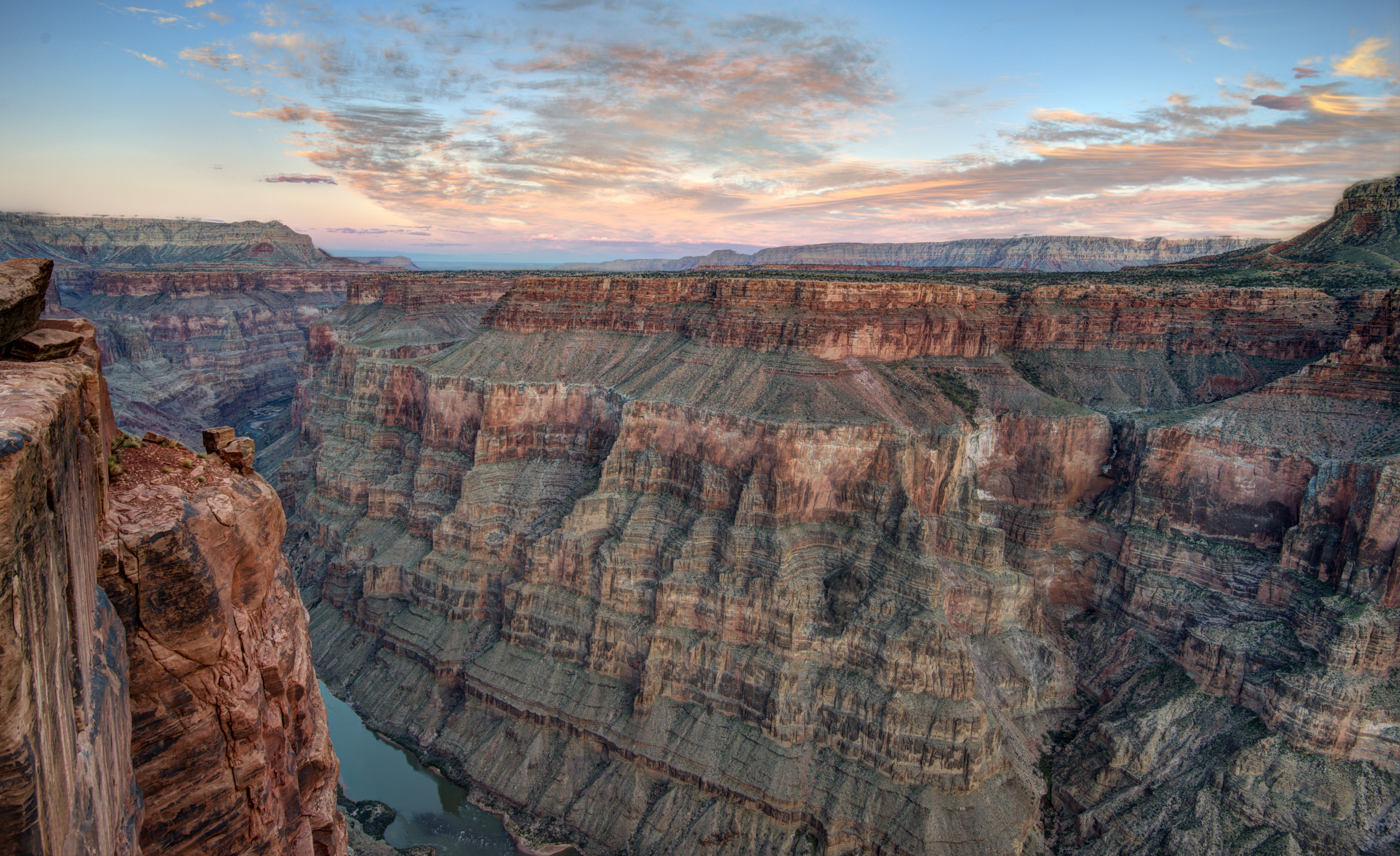
Coucher de soleil depuis Toroweap Overlook.

Les parois exposées au nord reçoivent moins de soleil que les autres : elles sont colonisées par des plantes que l'on trouve habituellement à des altitudes supérieures ou plus au nord. Les parois exposées au sud possèdent une végétation typique du désert de Sonora. Une centaine de couples de faucons pèlerins (Falco peregrinus anatum) vivent dans le parc,. Ils se nourrissent de chauves-souris et de petits oiseaux. On peut également observer des faucons des prairies (Falco mexicanus). Les aigles pêchent sur les rives du Colorado et de ses affluents. On y trouve aussi divers oiseaux aquatiques (canards…). Hyla arenicolor Bufo punctatus et Bufo woodhousii woodhousii sont les amphibiens les plus courants.

#### Rive nord
La rive nord est plus humide et plus froide que la rive sud. Les altitudes atteignent 2 800 mètres. On y trouve des forêts de conifères : pin ponderosa, Épicéa bleu
- faune spécifique : écureuil (ventre noir, queue blanche) est une espèce endémique du plateau de Kaibab, puma, autour des palombes[12], Chouette tachetée[16]. Les mares attirent de nombreux amphibiens.

#### Rive sud

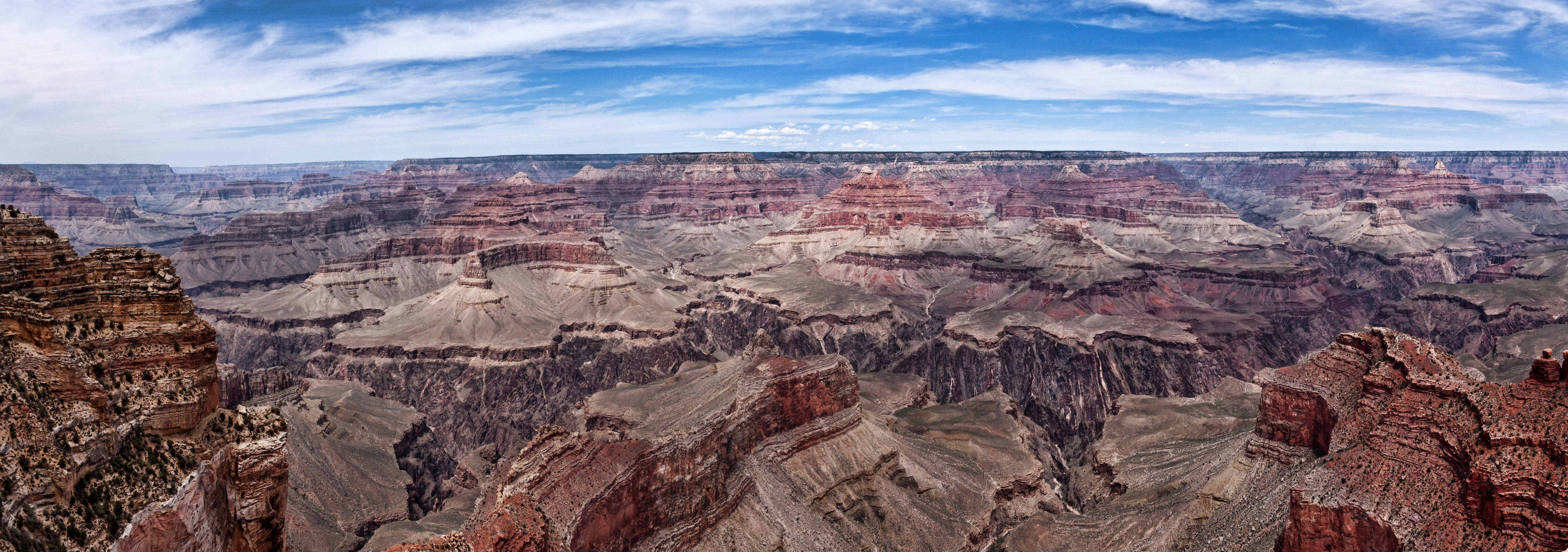
Panorama du Grand Canyon depuis la rive sud (Hopi Point)

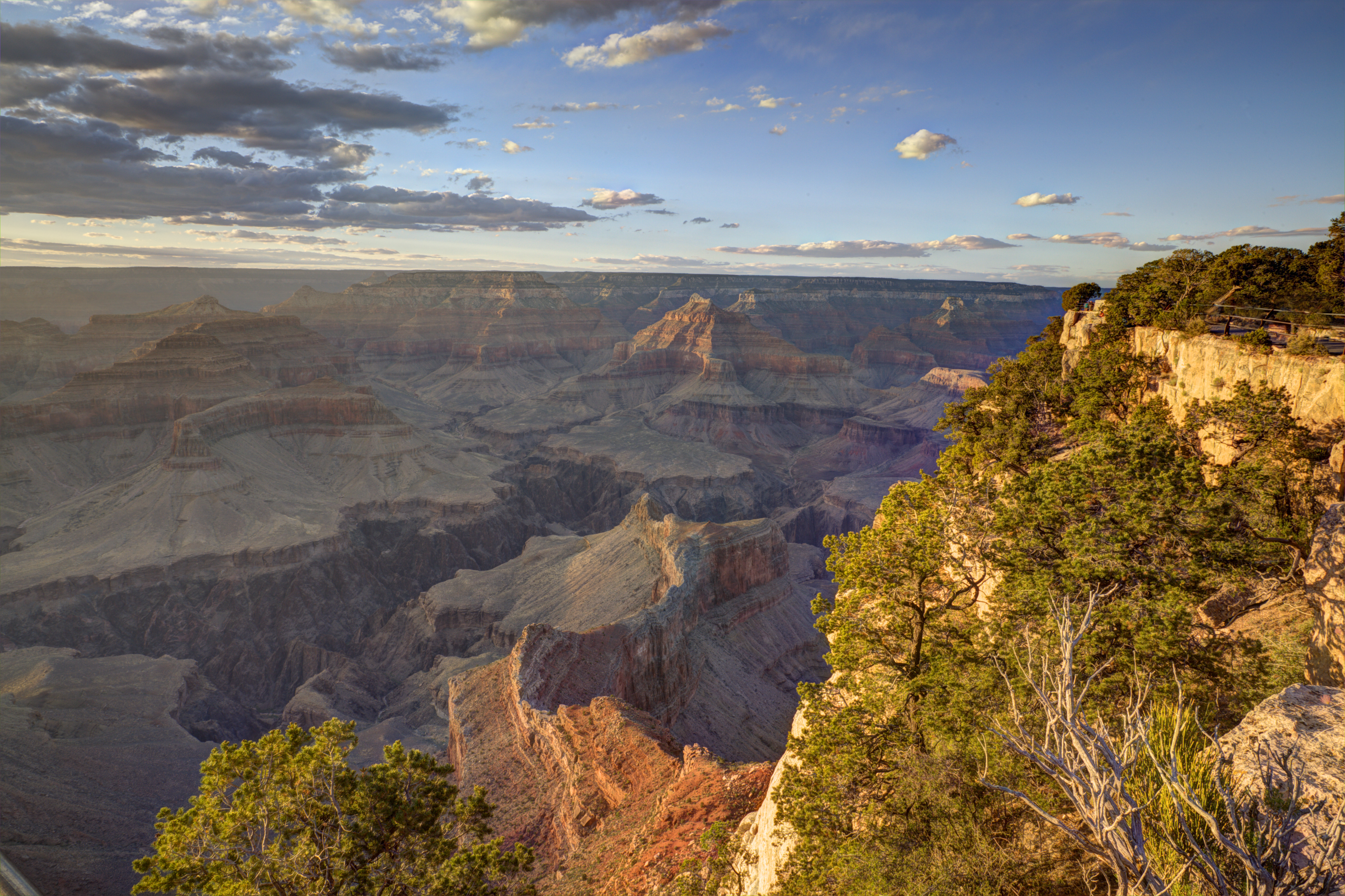
Rive sud

La rive sud est plus aride que la rive nord. La végétation est adaptée au manque d'eau et à l'altitude : cactus, genèvrier de l'Utah, pin parasol.
- faune spécifique : Crotalus viridis abyssus, écureuil d'Abert, renard gris, cerf hémione, mouflon canadien, écureuil des rochers.

#### Dans l'Ouest du parc
Lorsque le Colorado forme le Lac Mead, l'altitude est de 365 mètres. L'Ouest du parc fait partie du désert des Mojaves avec des buissons (Atriplex canescens, Larrea tridentata), des arbustes et des plantes adaptés à l'aridité (Agave de l'Utah, Ratanhia, Acacia greggii, cactus).

### Flore
- Au fond des gorges, la vie dépend des cours d'eau.
- Puis milieux désertiques : buissons, cactus

Entre 1 300 et 1 900 mètres d'altitude se trouvent des forêts de pin parasol et genévrier de l'Utah (Juniperus osteosperma),. D'autres espèces telles que l'Artemisia tridentata, l'éphedra, le Yucca baccata, l'Oryzopsis hymenoides le Sporobolus poussent également à cet étage.
- Entre 1 900 mètres et 2 500 mètres d'altitude : pin ponderosa[19], mais aussi : Quercus gambelii (chêne de Gambel), Robinia neomexicana, Cercocarpus, sureau, Berberis repens, fétuque, etc[20].
- Au-dessus de 2 500 mètres : épicéas et sapins : Picea engelmannii, épicéa bleu, sapin de Douglas, sapin du Colorado ; mais aussi des feuillus comme les trembles[20]. Autres plantes : Achillée millefeuille, lupin, potentille, Cyperaceae, Aster[20].

#### Menaces actuelles
Depuis le XIXe siècle, l'Homme modifie les milieux du Grand Canyon. Le déboisement et les incendies font reculer les forêts de la zone nord et menacent la faune .

## Histoire

### Période précolombienne
Le plateau du Colorado et, d'une manière générale, le Sud-Ouest des États-Unis actuels, a été occupé par les Anasazis : ils ont laissé de nombreux vestiges dans la région et des pétroglyphes. 

### Découverte et exploration
Les conquistadors espagnols sont les premiers hommes blancs à atteindre la région. En 1540, le vice-roi de Nouvelle-Espagne, Antonio de Mendoza, envoie une expédition depuis le Mexique actuel vers le nord, afin de découvrir les cités d'or de Cibola. Le capitaine Don García López de Cárdenas découvre alors le Grand Canyon, mais renonce à le traverser faute d'avoir trouvé un passage entre les deux rives. Des missionnaires sont envoyés par la suite afin d'évangéliser les populations autochtones.
La région reste méconnue jusqu'au milieu du XIXe siècle. Mais la conquête de l'Ouest et la croissance démographique poussent les Américains à cartographier le secteur. En 1869, John Wesley Powell, un vétéran de la Guerre de Sécession, descend le fleuve Colorado en bateau : son expédition coûte la vie à trois des neuf hommes. Le récit de Powell éveille l'intérêt des géologues et des amoureux de la nature.
La descente du Colorado est réalisée pour la première fois avec des embarcations légères par Geneviève et Bernard de Colmont et Antoine de Seynes de septembre à novembre 1938. En effet seuls des barques très lourdes et solides avaient parcouru ce canyon de 1 700 km avec une perte d’altitude de 1 500 m parsemé par environ un millier de rapides dont un tiers très violents. Le film dirigé par Roger Verdier "La Rivière Enchantée", et produit par Bernard de Colmont, en 1942, retrace cette épopée.

### Aménagements et développement
Au début du XXe siècle, la région se développe et le Grand Canyon est de plus en plus fréquenté, notamment par les chasseurs. Le chemin de fer rejoint la rive sud en 1901. Le premier hôtel est inauguré peu de temps après.
Face à la pression humaine, le gouvernement américain décide de classer la région en parc national en 1919. Mais les eaux du Colorado sont domptées par la création du barrage Hoover en aval dans les années 1930, puis du barrage de Glen Canyon en amont dans les années 1950-1960 (216 m de haut, 475 m de large à la crête).

## Tourisme
Le Grand Canyon fait partie des tout premiers lieux mondiaux pour les selfies, étant même à la première place dans la catégorie sites naturels, devant le parc national Kruger et Phi Phi Island en Thaïlande, avec 634375 posts sur Instagram et plus de 5 millions sur TikTok . Il est dans le même cas que d'autres attractions du tourisme mondial, qui sont exposées à problèmes de fréquentation touristique, en particulier dans certaines zones plus accessibles du canyon, ce qui pose la question du tourisme durable.

### Randonnée
La particularité des randonnées dans un canyon est que l'on commence à descendre et que le retour se fait en remontant, contrairement aux randonnées en montagne. Cette spécificité fait que la randonnée dans le Grand Canyon peut devenir dangereuse ; il est très facile de descendre et beaucoup plus difficile de remonter. Or certains randonneurs n'arrêtent de descendre que lorsqu'ils commencent à être fatigués ou à avoir faim. Ainsi, de nombreux panneaux « Danger de mort » sont affichés au début de la descente pour avertir les touristes des dangers.
Les deux principaux accès touristiques sont la North Rim (inaccessible de novembre à avril à cause de la neige) et la South Rim. Un chemin de randonnée relie ces deux accès en traversant le fleuve Colorado depuis Grand Canyon Village. Les autorités du parc déconseillent fortement de descendre au fleuve et de remonter le canyon sur une seule journée, d'autant plus que la température peut s'élever à 40 degrés Celsius en été, même si l'altitude la fait baisser sur les rives.

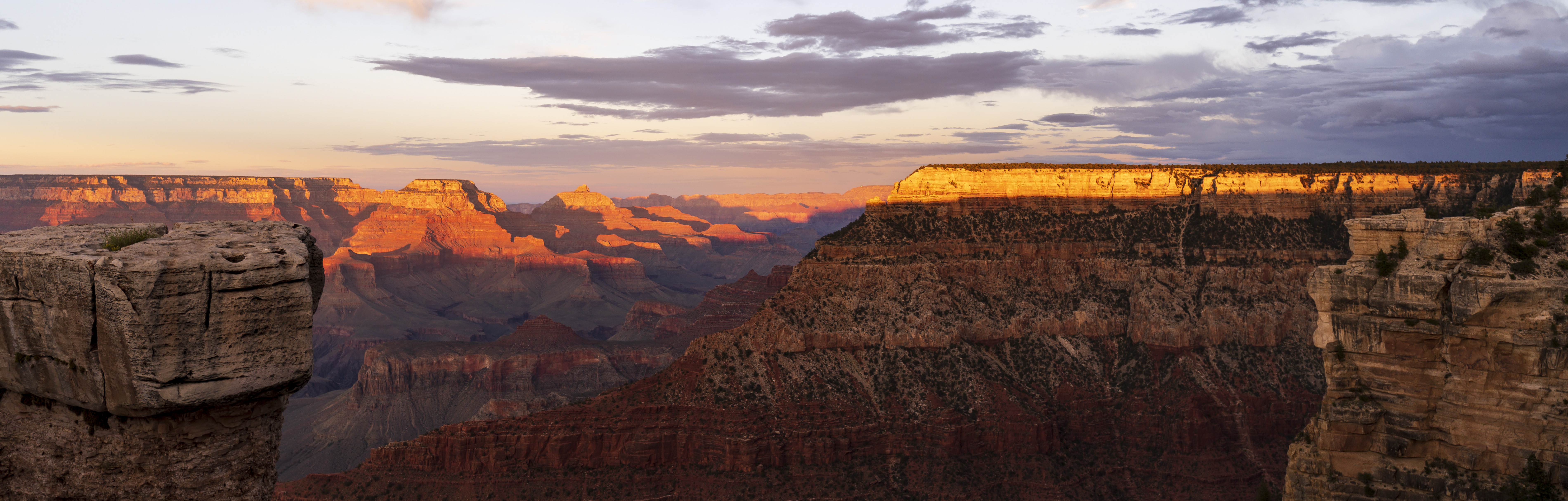
Le South Rim au Grand Canyon. Septembre 2023.

### Passerelle
Une passerelle en verre appelée « Grand Canyon Skywalk » a été inaugurée le 20 mars 2007 à Grand Canyon West. Elle permet aux visiteurs de se trouver 1 300 mètres au-dessus du vide. Elle a été en partie financée par David Jin, un homme d'affaires de Las Vegas. L'ouvrage ne relie pas les deux rives du canyon mais forme une petite boucle qui s'avance de 22 mètres en aplomb du Colorado. La plate-forme pèse 500 tonnes. Elle est capable de supporter le poids de plusieurs centaines de personnes tout en étant exposée aux vents. Le projet a été décidé par la tribu Hualapai pour des raisons économiques. L'entrée de base coûte 76 dollars (soit environ 56 €), elle comprend le trajet en bus et les droits d'entrée (environ 46 dollars) et l'accès à la passerelle (environ 30 dollars) . Les photos sont interdites sur la passerelle.
Mais certains regrettent que le paysage soit dénaturé, d'autant que les travaux devraient se poursuivre pour aménager un restaurant de luxe, un musée, un cinéma et un espace de rencontre à côté du Skywalk.

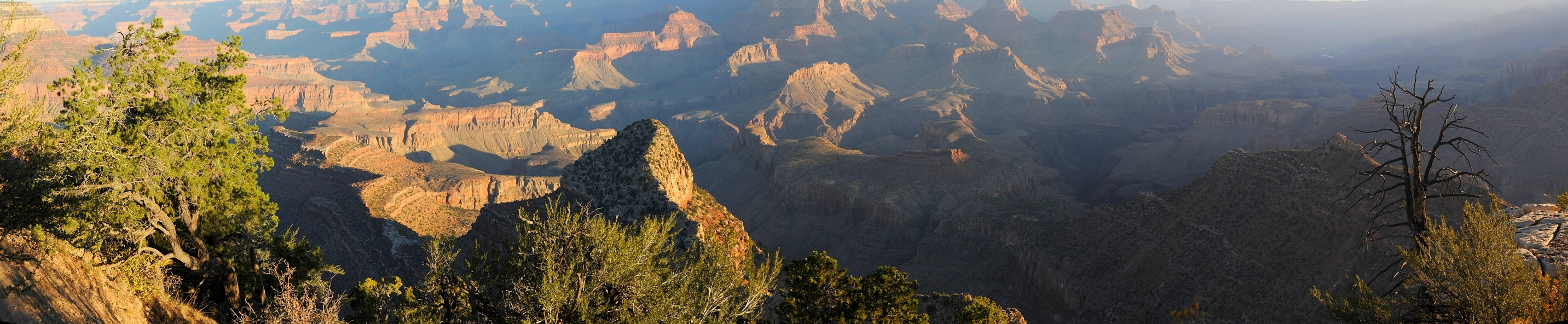
Panorama du Grand Canyon depuis Hopi Point.